# Synactinernus
Synactinernus Carlgren, 1918 è un genere appartenente alla famiglia Actinernidae di esacoralli dell'ordine Actiniaria.

## Descrizione
Come le altre Actinernoidea,  possiedono un disco pedale ben sviluppato, anche se privo di muscoli basilari.
La bocca è contornata da due sifonoglifi – aperture laterali che generano una corrente d'acqua con il celenteron anche quando la bocca rimane chiusa. Il disco orale e la parte superiore del corpo cilindrico presenta otto lobi,  quattro grandi e quattro più piccoli oppure otto tutti uguali. I numerosi tentacoli si distribuiscono su almeno due cicli attorno alla bocca. Possono avere tutti la stessa dimensione oppure quelli all'apice dei lobi possono essere più lunghi. Le specie Synactinernus non hanno sfintere.
I mesenteri sono disposti in 18 paia, sono ben formati e di forma regolare. La loro disposizione, con i mesenteri secondari che nascono all'interno dello spazio fra due mesenteri primari, è considerata peculiare rispetto alle altre anemoni e condivisa con la Halcuriidae. I 36 mesenteri sono suddivisi in 12 per il primo ciclo, 8 per il secondo e 16 per il terzo e solamente quelli del primo e secondo ciclo sono fertili.

## Distribuzione e habitat
Synactinernus è endemico del mar del Giappone e la si trova fra il mar della Cina Orientale e le acque dell'oceano Pacifico, fino all'arcipelago delle isole Yaeyama. Vive sui 300 m di profondità.

## Ecologia
Gli adulti sono bentonici, fissati al substrato. L'individuo si sviluppa da una larva ed una planula che sono soggetti alle correnti marine, così come tutto lo zooplancton.

## Tassonomia
Incontrato per la prima volta da Carlgren nelle acque giapponesi nel 1918, il genere Synactinernus era considerato monospecifico con la Synactinernus flavus. Fino al 2013, non erano stati trovati altri esemplari.
L'esemplare olotipo NSMT-Co 1661 pescato a Ishigaki il 22 febbraio 2004 fra 281 e 312 metri di profondità da Takuo Higashiji e in seguito fissato da Takuma Fujii e Hiroko Takaoka nel 2013 nell'acquario di Okinawa mostrava i caratteri delle specie Synactinernus, ma numerose differenze dal S. flavus. La forma dei lobi orali, ad esempio, era diversa: di dimensioni a due a due distinte per S. flavus mentre per la specie pescata erano tutti della stessa dimensione.  Anche le dimensioni del corpo erano molto maggiori che quelle della S. flavus. Lo stesso per un altro esemplare (CMNH-ZG 09733) pescato il 5 settembre 2018 al largo di Okinawa. La nuova specie è stata chiamata S. churaumi.
L'analisi filogenetica molecolare ha mostrato che il genere  Synactinernus  è tanto diversa dal genere Isactinernus così come da tutti gli altri generi di Actinernidae.